# Erosione spaziale
L'erosione spaziale (nota anche attraverso l'espressione inglese space weathering) è un termine generico utilizzato per un certo numero di processi che agiscono su un qualsiasi corpo esposto all'ambiente spaziale. I corpi senz'atmosfera (inclusi Luna, Mercurio, gli asteroidi, comete e alcune lune o altri pianeti) incorrono in molti processi di erosione:
- collisioni di raggi cosmici galattici e raggi cosmici solari,
- irradiazione, impianto e sputtering delle particelle del vento solare, e
- bombardamento di meteoriti e micrometeoriti di diverse dimensioni.

L'erosione spaziale è importante perché questi processi influenzano le proprietà fisiche ed ottiche della superficie di molti corpi planetari. Perciò, è cruciale comprendere gli effetti dell'erosione spaziale al fine di interpretare correttamente i dati telerilevati.

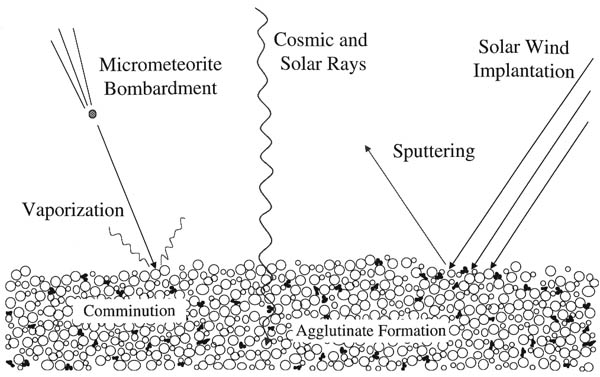
Una rappresentazione delle diverse componenti della meteorizzazione spaziale.

## Storia
Molta della nostra conoscenza in merito al processo di erosione spaziale proviene dagli studi dei campioni lunari riportati dal programma Apollo, nello specifico suoli lunari (o regolite). Il costante flusso di particelle ad alta energia e di micrometeoriti, insieme alle più grandi meteoriti, agiscono comminutando, fondendo, spruzzando e vaporizzando i componenti del suolo lunare. 
I primi prodotti dell'erosione spaziale riconosciuti nei suoli lunari sono stati gli agglutinati, che si vengono a creare quando le micrometeoriti fondono una piccola quantità di materiale, incorporando i frammenti minerali e vetrosi circostanti in un aggregato saldato come vetro le cui dimensioni vanno da alcuni micrometri a pochi millimetri. Gli agglutinati appaiono neri ad occhio nudo, in gran parte dovuti alla presenza di ferro nanofase.  Gli agglutinati sono molto comuni e vanno dal  60 al 70% dei suoli maturi lunari. 

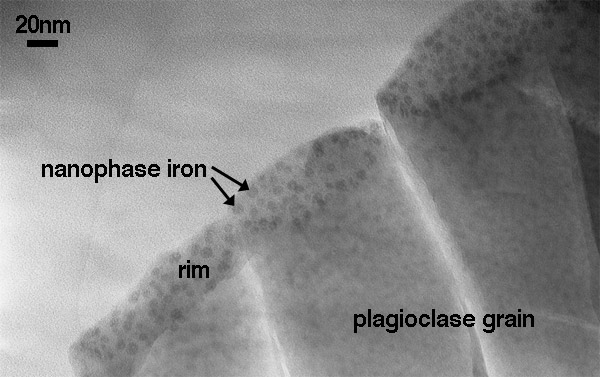
Immagine TEM del bordo (rim) meteorizzato del granulo di suolo lunare 10084

L'erosione spaziale produce anche prodotti correlati alla superficie dei singoli granuli del suolo, simili a schizzi di vetro: l'idrogeno impiantato, l'elio e altri gas rari; tracce del brillamento solare; e componenti aggregati, incluso il ferro nanofase. Fu solo negli anni '90 che tecniche e strumenti perfezionati hanno permesso la scoperta di patine molto sottili (60-200 nm), o bordi (rim), che si sono sviluppati nei singoli granuli del suolo lunare in conseguenza del ri-depositarsi di vapore (dai vicini impatti di micrometeoriti) e di materiali spruzzati dai granuli vicini.  Questi processi di erosione hanno vasti effetti sulle proprietà spettrali del suolo lunare, particolarmente per quel che riguarda le lunghezze d'onda UV/Vis/NIR.

## Effetti sulle proprietà spettrali
Gli effetti spettrali di erosione spaziale sono triplici: come una superficie matura essa diventa più scura (ovvero l'albedo viene ridotto), più rossa (la riflettanza aumenta al crescere della lunghezza d'onda) e la profondità delle sue bande d'assorbimento diagnostiche vengono ridotte.   Questi effetti sono ampiamente dovuti alla presenza di ferro nanofase sia negli agglutinati che nei bordi (rims) aggregati dei singoli granuli. Gli effetti di oscuramento dell'erosione spaziale sono facilmente osservabili attraverso lo studio dei crateri lunari. Quelli recenti hanno raggiere luminose, dato vi sono esposti materiali freschi, non corrosi, ma nel tempo questi raggi scompariranno a causa del processo di corrosione che li oscurerà.

## Erosione spaziale sugli asteroidi
Si è ipotizzato che l'erosione spaziale si verifichi anche sugli asteroidi,  sebbene l'ambiente sia molto diverso da quello lunare. Gli impatti che avvengono nella cintura degli asteroidi sono più lenti, e perciò creano minore fusione e vapore, oltre al fatto che un minor numero di particelle emanate dal vento solare riescono a raggiungerla. E, infine, il più elevato tasso di impatti e la gravità inferiore dei corpi più piccoli significa che non si ha più il ribaltamento e l'età della superficie esposta dovrebbe essere più giovane di quella lunare. Quindi, l'erosione spaziale si dovrebbe verificare più lentamente e in misura minore sulle superfici degli asteroidi.
Tuttavia, possiamo vedere le prove in merito all'erosione spaziale asteroidale. Per anni serpeggiava un cosiddetto "enigma" nella comunità scientifica mondiale poiché, in generale, gli spettri degli asteroidi non corrispondono agli spettri della nostra raccolta di meteoriti. In particolare, gli spettri degli asteroidi di tipo S (quello più abbondante) non corrispondono agli spettri del tipo più abbondante di meteoriti, le condriti ordinarie. Lo spettro dell'asteroide tende ad essere più rosso con una curvatura più accentuata nelle lunghezze d'onda visibili. Tuttavia, Binzel et al.  hanno individuato asteroidi prossimi alla Terra con proprietà spettrali che coprono un campo di variabilità che va dal tipo S a spettri simili a quelli delle condriti ordinarie, suggerendo che vi è un processo in corso che può alterare gli spettri di materiale OC sì da renderli simili agli asteroidi di tipo S. Esiste anche la prova dell'alterazione dei regoliti ottenuta dal passaggio Galileo vicino ai corpi Gaspra e Ida che mostrano differenze spettrali nei crateri freschi. Con il tempo, gli spettri di Ida e Gaspra tenderanno a diventare rossi perdendo il contrasto spettrale. Ulteriori prove recenti provenienti dalle misurazioni a raggi X effettuate dal NEAR Shoemaker su Eros indicano una composizione di condrite ordinaria, nonostante uno spettro di tipo S, tendente al rosso (red-slopped), il quale fa pensare ancora una volta alla possibilità che vi sia qualche processo che alteri le proprietà ottiche della superficie.

## Erosione spaziale su Mercurio
Allo stesso modo l'ambiente di Mercurio si diversifica sostanzialmente da quello della Luna. Per prima cosa, il giorno è significativamente più caldo (la temperatura media diurna della superficie è di ~100 °C per la Luna, ~425 °C per Mercurio) e la notte più fredda, per cui l'alterazione dei prodotti dell'erosione spaziale è possibilmente più accentuata. Inoltre, a causa della sua posizione nel sistema solare, Mercurio è anche soggetto a un flusso leggermente maggiore di micrometeoriti che urtano il pianeta a velocità molto maggiori. Questa combinazione di fattori rendono Mercurio molto più adatto della Luna a produrre sia fusione che vapore. Si è valutato che, per unità di area, l'impatto sulla superficie di Mercurio produce 13,5x di fusione e 19,5x di vapore di quello che viene prodotto sulla Luna.   I depositi agglutinati di tipo vetroso e quelli stratificati dei vapori sarebbero creati in modo significativamente più veloce e più efficiente su Mercurio che sulla Luna.
Lo spettro UV/Vis di Mercurio, come osservato dai telescopi terrestri, è grosso modo lineare, con una riflettanza in aumento con le lunghezze d'onda (red slope).  Non ci sono bande di assorbimento correlate ai minerali contenenti Fe, come il pirossene.  Ciò significa che non c'è ferro sulla superficie di Mercurio, oppure il ferro contenuto nei minerali è stato corroso in ferro nanofase.  Una superficie corrosa spiegherebbe dunque la tendenza al rosso (reddened slope). 